# The Muppets (série télévisée)
Ne doit pas être confondu avec Les Muppets (série télévisée) ou les personnages des Muppets apparaissant dans plusieurs séries
The Muppets est une série télévisée américaine en seize épisodes de 22 minutes créée par Bill Prady et Bob Kushell, diffusée entre le 22 septembre 2015 et le 1er mars 2016 sur le réseau ABC et 24 heures en avance sur Citytv au Canada.
En Suisse, la série est disponible depuis le 24 mars 2020 sur le service Disney+. En France, elle est disponible depuis le 7 avril 2020, également sur Disney+. Néanmoins, elle reste inédite dans les autres pays francophones.

## Synopsis
Kermit nous guide dans les coulisses du show télévisé de Miss Piggy, dont il est le producteur. On y croise tous les personnages classiques du Muppet Show (Fozzie, Gonzo, Scooter, Rizzo, le chef suédois et les autres), ainsi que les invités humains de Piggy. La série est filmée à la manière d'un documentaire. Sans être choquant, le ton est plus adulte que celui du Muppet Show, on y trouve notamment des allusions à la vie sexuelle de certains personnages.

## Distribution

### Acteurs principaux
- Les Muppets

### Invités
- Elizabeth Banks
- Topher Grace
- Reese Witherspoon
- Kerry Washington
- Michelle Pfeiffer
- Jennifer Lawrence
- Sofia Vergara
- Imagine Dragons
- Liam Hemsworth
- Jason Bateman

## Production

### Développement
Le 7 mai 2015, le réseau ABC annonce officiellement après le visionnage du pilote, la commande du projet de série,.
Le 12 mai 2015, lors des Upfronts, ABC annonce la diffusion de la série à l'automne 2015,.
Le 29 octobre 2015, ABC commande trois épisodes additionnels, portant la saison à seize épisodes,.
Le 12 mai 2016, la série est annulée.

### Casting
Plusieurs invités sont annoncés lors de la première saison : Elizabeth Banks, Topher Grace, Reese Witherspoon, Kerry Washington, Michelle Pfeiffer, Jennifer Lawrence, Sofia Vergara, le groupe de musique Imagine Dragons et Liam Hemsworth.

## Épisodes
1. Titre français inconnu (Pig Girls Don't Cry (Pilot))
2. Titre français inconnu (Hostile Makeover)
3. Titre français inconnu (Bear Left Then Bear Write)
4. Titre français inconnu (Pig Out)
5. Titre français inconnu (Walk the Swine)
6. Titre français inconnu (The Ex-Factor)
7. Titre français inconnu (Pigs in a Blackout)
8. Titre français inconnu (Too Hot to Handler)
9. Titre français inconnu (Going, Going, Gonzo)
10. Titre français inconnu (Single All the Way)
11. Titre français inconnu (Swine Song)
12. Titre français inconnu (A Tail of Two Piggies)
13. Titre français inconnu (Got Silk?)
14. Titre français inconnu (Little Green Lie)
15. Titre français inconnu (Generally Inhospitable)
16. Titre français inconnu (Because...Love)